# Hyundai Palisade
Le Hyundai Palisade est un grand SUV produit par le constructeur automobile sud-coréen Hyundai Motor depuis 2018.

## Présentation
Le Palisade est présenté au salon de l'automobile de Los Angeles le 28 novembre 2018.
Il remplace le Maxcruz (vendu sous le nom de Grand Santa Fe ou Santa Fe XL à l'international ou Santa Fe en Amérique du Nord).
Il propose notamment un système d'interphone permettant de communiquer avec les passagers, mais est aussi équipé de sièges repliables électriquement (deuxième et troisième rangements), de 7 prises USB ou encore d'un hayon électrique mains-libres.
Ce modèle est notamment vendu en Asie, en Amérique du Nord, et en Océanie. 

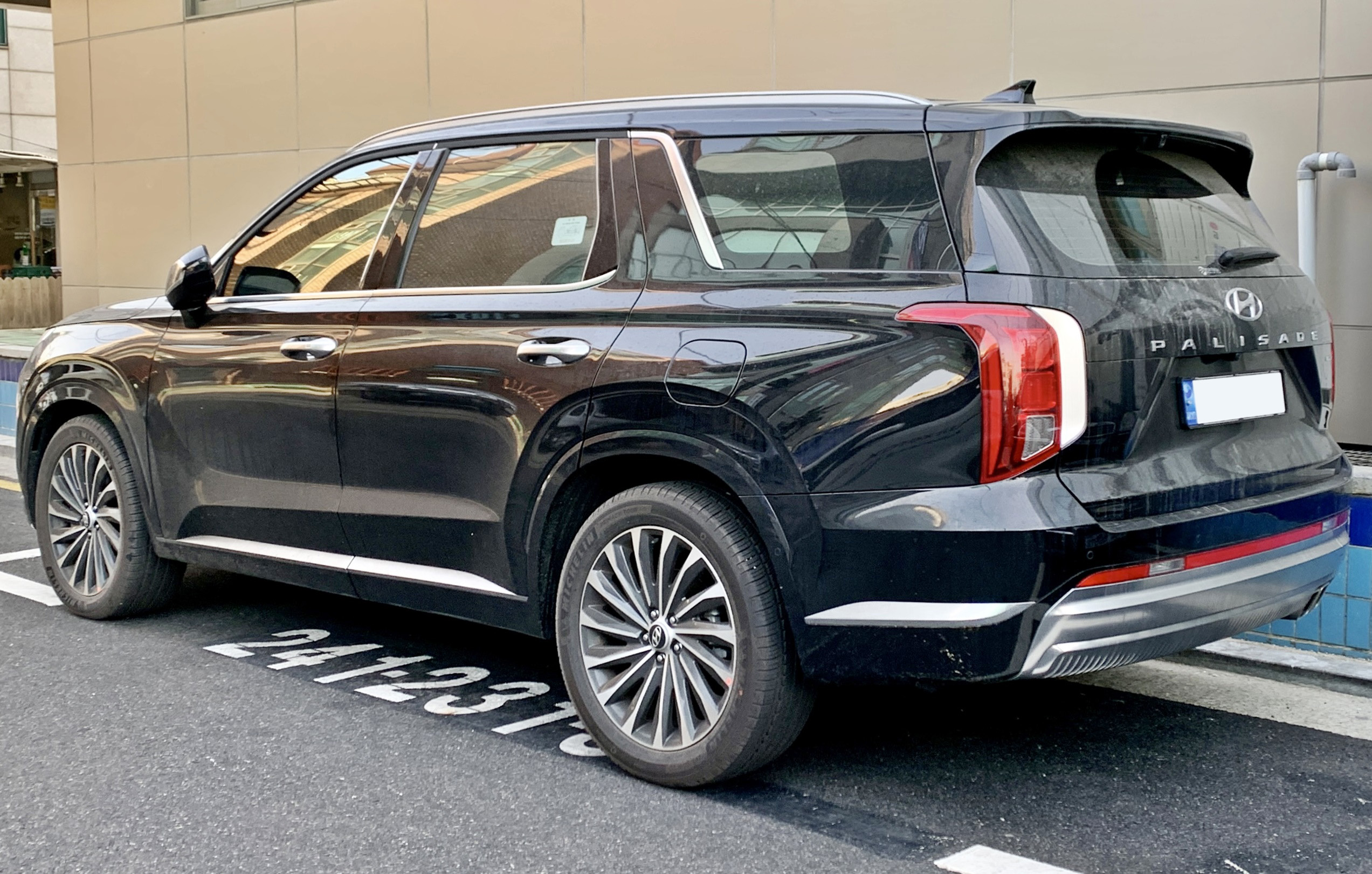
partie arrière

## Caractéristiques techniques
Comme son prédécesseur, le Palisade dispose de trois rangées de sièges, pouvant accueillir jusqu'à huit passagers lorsqu'il est équipé d'une banquette de deuxième rangée. Le Palisade est le plus gros véhicule de Hyundai à ce jour, et dispose de 21 pieds cubes d'espace de chargement derrière la troisième rangée et de 87 pieds cubes avec les deux rangées rabattues.

### Motorisation
Le Hyundai Palisade dispose d'un V6 de 3,8 L délivrant une puissance de 291 ch. Il est équipé d'une boîte automatique à 8 rapports ainsi que de quatre roues motrices (transmission intégrale HTRAC).

## Finitions
Les finitions proposées sur le Palisade en 2021 sont les suivantes :
- Essential
- Preferred
- Luxury
- Ultimate Calligraphy

Les deux dernières finitions proposent 7 places, contre 8 pour les Essential et Preferred.

## Ventes
| Année | États-Unis |
| ----- | ---------- |
| 2019  | 28736      |